# Bone Tomahawk
Pour plus de détails, voir Fiche technique et Distribution.
Bone Tomahawk (littéralement « Tomahawk en os ») est un western d'horreur américain écrit et réalisé par S. Craig Zahler et sorti en 2015.
Le film se déroule dans les années 1890, quelque part entre le Texas et le Nouveau-Mexique. Deux bandits dans leur fuite traversent un cimetière indien, malgré le tabou du lieu. L'un est tué, l'autre s'échappe et échoue dans la paisible ville de Bright Hope. Le shérif Franklin Hunt l'arrête après lui avoir tiré une balle dans la jambe. Samantha O'Dwyer soigne ce blessé dans la prison et décide de le veiller pendant la nuit. 

## Synopsis
Dans les années 1890, Purvis et Buddy, deux vagabonds qui volent et tuent les voyageurs, traversent un site funéraire amérindien. Ils sont attaqués, Buddy est tué et Purvis s'échappe.
Purvis arrive dans la ville voisine de Bright Hope et enterre son butin. Cependant, l'adjoint Chicory le dénonce au shérif Franklin Hunt. Hunt confronte Purvis, qui tente de s'échapper, mais reçoit une balle dans la jambe. Hunt envoie John Brooder chercher le médecin de la ville. Pendant ce temps, le contremaître Arthur O'Dwyer se repose chez lui avec une jambe cassée, soigné par sa femme Samantha, l'assistante du médecin. Comme le médecin est ivre, Brooder demande à Samantha de soigner Purvis, la laissant avec Purvis et Nick, l'autre adjoint de Hunt. Cette nuit-là, un garçon d'écurie voisin est assassiné.
Le meurtre est signalé à Hunt, qui se rend à la prison et la trouve vide, avec une flèche laissée là. Le professeur, un Amérindien instruit, relie la flèche à une tribu qu'il appelle « Troglodytes », car leur culture n'a pas de langue parlée et donc pas de nom. Il prévient Hunt qu'il s'agit d'un groupe de sauvages cannibales. Certain que Samantha, Nick et Purvis ont été capturés par eux, Hunt se prépare à poursuivre le clan avec Chicory et Brooder, qui est un vétéran des guerres indiennes. Arthur, malgré sa jambe cassée, insiste pour les accompagner afin de retrouver sa femme.
Quelques jours après leur départ, deux étrangers tombent sur leur camp. Craignant qu'ils ne soient des éclaireurs pour un raid, Brooder les tue. Ils établissent un camp à un autre endroit. Cependant, un groupe de pillards leur tend une embuscade, blesse le cheval de Brooder et vole le reste. Le lendemain, une bagarre éclate entre Brooder et Arthur, aggravant la blessure à la jambe d'Arthur. Chicory le laisse se rétablir tandis que lui, Hunt et Brooder continuent à pied.
En atteignant la vallée, les trois hommes sont blessés par des flèches. Après avoir tué deux attaquants Troglodytes, Hunt et Chicory se retirent, laissant Brooder, qui est blessé et demande à être laissé derrière. Brooder tue un attaquant avant d'être lui-même tué. Les Troglodytes capturent Hunt et Chicory et les emprisonnent dans leur grotte. Les hommes trouvent Samantha et un Nick blessé, emprisonnés dans une cage. Ils informent Hunt que les Troglodytes ont déjà tué et mangé Purvis. Ils assistent au dépeçage de Nick, qui est brutalement scalpé, coupé en deux vivant, puis dévoré. Samantha estime que le nombre de Troglodytes est d'environ douze (réduit à neuf par la troupe de Hunt).
Hunt fait boire à plusieurs Troglodytes de l’alcool mélangée à de la teinture d'opium. L'un d'eux meurt et un autre perd connaissance. Arthur suit la piste des hommes et découvre la vallée. Il tue deux Troglodytes et remarque un objet incrusté dans leur trachée. Après en avoir découpé un, il se rend compte qu'il s'agit d'un os d'animal qui fait office de sifflet. Il souffle dessus, attirant un autre Troglodyte, puis le tue.
Dans la grotte, réalisant que deux membres de leur clan ont été empoisonnés, le chef troglodyte se met en colère. Ils ouvrent l'abdomen de Hunt, enfoncent la fiole d'opium chauffée dans la blessure et lui tirent dessus. Arthur arrive et tue l'un d'entre eux tandis que Hunt décapite le chef. Arthur libère Samantha et Chicory, tandis que Hunt, mortellement blessé, reste derrière avec un fusil. Il promet de tuer les cannibales survivants à leur retour, pour les empêcher de terroriser Bright Hope. En sortant de la grotte, les trois hommes aperçoivent deux femmes troglodytes enceintes, aveugles et amputées de tous leurs membres.
Arthur souffle sur le sifflet des Troglodytes sans obtenir de réponse et ils entendent trois coups de feu, ce qui laisse entendre que Hunt a tué les derniers cannibales.

## Fiche technique
- Titre original : Bone Tomahawk
- Réalisation et scénario : S. Craig Zahler[1].
- Direction artistique : Freddy Waff
- Décors : Rebecca Scott
- Costumes : Chantal Filson
- Montage : Greg D'Auria, Fred Raskin
- Musique : Jeff Herriott, S. Craig Zahler
- Photographie : Benji Bakshi
- Son : Brian Hackett
- Production : Jack Heller et Dallas Sonnier
- Société de production : Caliber Media Company
- Sociétés de distribution : RLJ Entertainment (États-Unis et Canada), The Jokers / Le Pacte (France)
- Pays d’origine :  États-Unis
- Budget : n/a
- Langue originale : anglais
- Durée : 132 minutes
- Format : couleur - 2.35:1
- Genre(s) : Aventure, horreur, western
- Dates de sortie :
  -  États-Unis : 1er octobre 2015 (Austin Fantastic Fest) ; 23 octobre 2015 (sortie nationale)
  -  France : 11 mai 2016 (directement en vidéo)
- Film interdit aux moins de 12 ans lors de sa sortie en France.

## Distribution

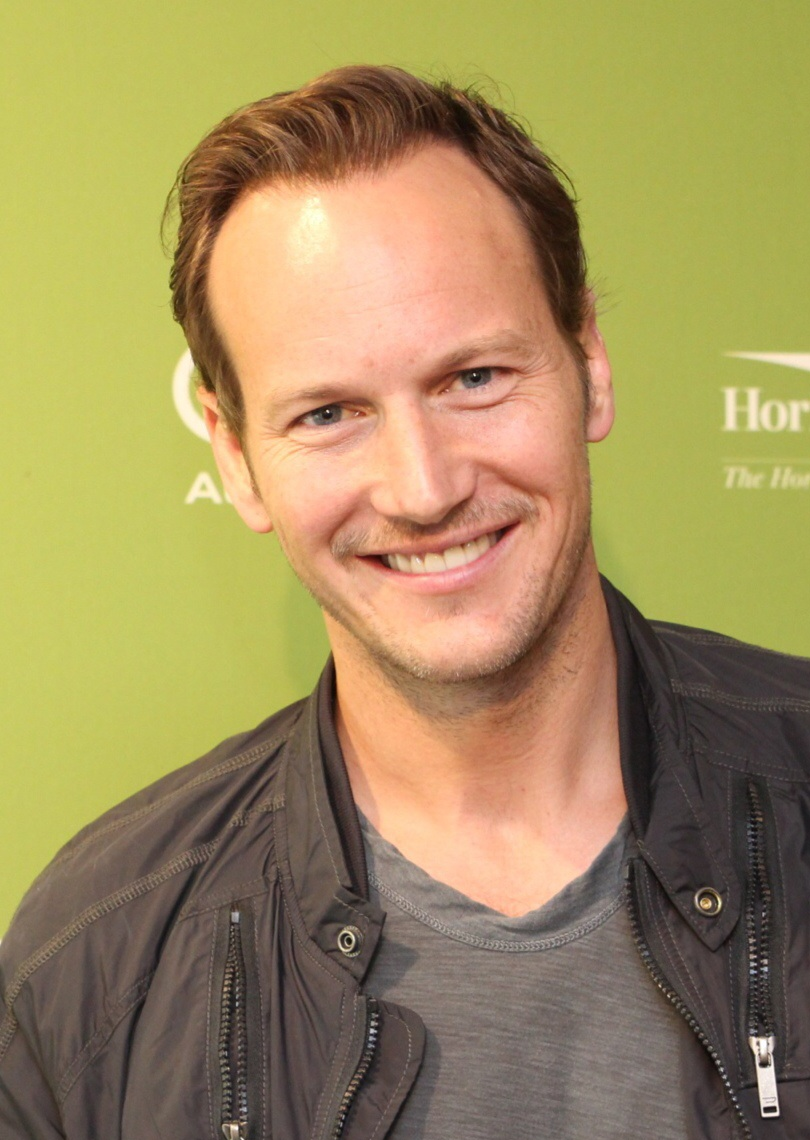
Patrick Wilson en 2014.

- Kurt Russell (VF : Philippe Vincent) : le shérif Franklin Hunt
- Patrick Wilson (VF : Alexis Victor) : Arthur O'Dwyer
- Matthew Fox (VF : Xavier Fagnon): John Brooder
- Richard Jenkins (VF : Denis Boileau) : Chicory
- Lili Simmons (VF : Olivia Luccioni) : Samantha O'Dwyer
- David Arquette (VF : Arnaud Arbessier) : Purvis
- Sid Haig (VF : Paul Borne) : Buddy
- Geno Segers : « Bone Tomahawk »
- Fred Melamed : Clarence
- Kathryn Morris (VF : Stéphanie Lafforgue) : Lorna Hunt
- Sean Young (VF : Marjorie Frantz) : Mme Porter
- Evan Jonigkeit (VF : Juan Llorca) : Nick
- Michael Paré : M. Wallington
- Zahn McClarnon (VF : Yann Guillemot) : le professeur
- Maestro Harrell : Gizzard
- James Tolkan : le pianiste
- Brandon Molale : un troglodyte sans nez
- Robert Allen Mukes : la sentinelle

 Source et légende : version française (VF) sur RS Doublage

## Autour du film
- Le titre non traduit en français signifie « Tomahawk en os », qui est le nom du chef des indiens cannibales.
- Pour les rôles d'Arthur et Samantha O'Dwyer, les premiers choix étaient Peter Sarsgaard et Jennifer Carpenter avant que Patrick Wilson et Lili Simmons ne soient choisis.
- Pour le rôle de John Brooder, le premier choix était Timothy Olyphant avant que Matthew Fox incarne le rôle.
- Jim Broadbent avait remplacé Richard Jenkins pour incarner Chicory quand le projet avait pris du retard. Mais Jenkins fut finalement réintégré au casting.
- Michael Wincott était le premier choix pour incarner Buddy avant que Sid Haig ne soit choisi.

## Distinctions
Source : Internet Movie Database

### Récompenses
- Festival international du film de Catalogne 2015 : meilleur réalisateur pour S. Craig Zahler et prix « José Luis Guarner » de la critique
- Festival international du film fantastique de Gérardmer 2016 : Grand Prix

### Nominations
- Austin Film Critics Association Awards 2015 : meilleur premier film
- Independent Spirit Awards 2016 (cérémonie le 27 février 2016) : meilleur scénario pour S. Craig Zahler, meilleur acteur dans un second rôle pour Richard Jenkins
- Fangoria Chainsaw Awards 2016 (cérémonie le 13 mars 2016) : meilleur acteur pour Kurt Russell, meilleur acteur dans un second rôle pour Richard Jenkins, meilleur maquillage / effets spéciaux pour Hugo Villasenor